# Campionati del mondo di atletica leggera indoor 2010 - 1500 metri piani maschili
I 1500 metri maschili si sono tenuti il 12 ed il 13 marzo 2010. Gli standard di qualificazione erano di 3:42.50 o 4:00.00 (Quest'ultimo sul Miglio) indoor, o all'aperto 3:34.50 or 3:52.00 (Quest'ultimo sul Miglio).

## Risultati

### Batterie
I primi 2 di ogni batteria e i 3 migliori tempi a seguire vanno in finale
| Pos. | Batt | Nome                        | Nazione        | Tempo   | Note  |
| ---- | ---- | --------------------------- | -------------- | ------- | ----- |
| 1    | 3    | Abdalaati Iguider           | Marocco        | 3:37.14 | Q     |
| 2    | 3    | Mekonnen Gebremedhin        | Etiopia        | 3:38.90 | Q     |
| 3    | 3    | Garrett Heath               | Stati Uniti    | 3:39.25 | q, PB |
| 4    | 3    | Mahiedine Mekhissi-Benabbad | Francia        | 3:39.63 | q     |
| 5    | 2    | Deresse Mekonnen            | Etiopia        | 3:39.66 | Q     |
| 6    | 1    | Amine Laâlou                | Marocco        | 3:39.96 | Q, PB |
| 7    | 2    | Diego Ruiz                  | Spagna         | 3:40.00 | Q     |
| 8    | 2    | Haron Keitany               | Kenya          | 3:40.04 | q     |
| 9    | 1    | Juan Van Deventer           | Sudafrica      | 3:40.07 | Q     |
| 10   | 1    | Gideon Gathimba             | Kenya          | 3:40.08 |       |
| 11   | 1    | Abdelkader Bakhtache        | Francia        | 3:40.49 |       |
| 12   | 3    | Adrian Blincoe              | Nuova Zelanda  | 3:40.50 | PB    |
| 13   | 1    | Álvaro Rodríguez            | Spagna         | 3:40.96 |       |
| 14   | 2    | Will Leer                   | Stati Uniti    | 3:42.16 |       |
| 15   | 2    | Tim Bayley                  | Gran Bretagna  | 3:42.57 |       |
| 16   | 3    | Goran Nava                  | Serbia         | 3:42.79 |       |
| 17   | 1    | Bruno Albuquerque           | Portogallo     | 3:44.32 |       |
| 18   | 2    | Peter van der Westhuizen    | Sudafrica      | 3:45.76 |       |
| 19   | 1    | Christian Klein             | Germania       | 3:46.14 |       |
| 20   | 3    | Christian Obrist            | Italia         | 3:46.33 |       |
| 21   | 1    | Abubaker Ali Kamal          | Qatar          | 3:46.51 |       |
| 22   | 2    | Thamer Kamal Ali            | Qatar          | 3:49.64 |       |
| 23   | 2    | Alex Ngouari-Mouissi        | Rep. del Congo | 4:02.55 | PB    |
| 24   | 2    | Ajmal Amirov                | Tagikistan     | 4:03.75 | SB    |
|      | 3    | Belal Mansoor Ali           | Bahrein        | DNS     |       |

### Finale
| Pos | Nome                        | Nazione     | Tempo   | Note |
| --- | --------------------------- | ----------- | ------- | ---- |
|     | Deresse Mekonnen            | Etiopia     | 3:41.86 |      |
|     | Abdalaati Iguider           | Marocco     | 3:41.96 |      |
|     | Haron Keitany               | Kenya       | 3:42.32 |      |
| 4   | Mekonnen Gebremedhin        | Etiopia     | 3:42.42 |      |
| 5   | Amine Laâlou                | Marocco     | 3:42.42 |      |
| 6   | Juan Van Deventer           | Sudafrica   | 3:43.77 |      |
| 7   | Garrett Heath               | Stati Uniti | 3:43.81 |      |
| 8   | Mahiedine Mekhissi-Benabbad | Francia     | 3:45.22 |      |
| 9   | Diego Ruiz                  | Spagna      | 3:52.45 |      |